# Pyrene (mollusque)
Genre
Synonymes
Columbella (Conidea) Swainson, 1840
Pyrene est un genre de mollusques gastéropodes marins appartenant à la famille des Columbellidae.

## Espèces
Selon World Register of Marine Species (9 novembre 2020) :
- Pyrene decussata (G. B. Sowerby I, 1844)
- Pyrene flava (Bruguière, 1789)
- Pyrene morrisoni Willan, 2001
- Pyrene obscura (G. B. Sowerby I, 1844)
- Pyrene obtusa (G. B. Sowerby I, 1832)
- Pyrene punctata (Bruguière, 1789)
- Pyrene rapaensis K. Monsecour & D. Monsecour, 2018
- Pyrene splendidula (G. B. Sowerby I, 1844)

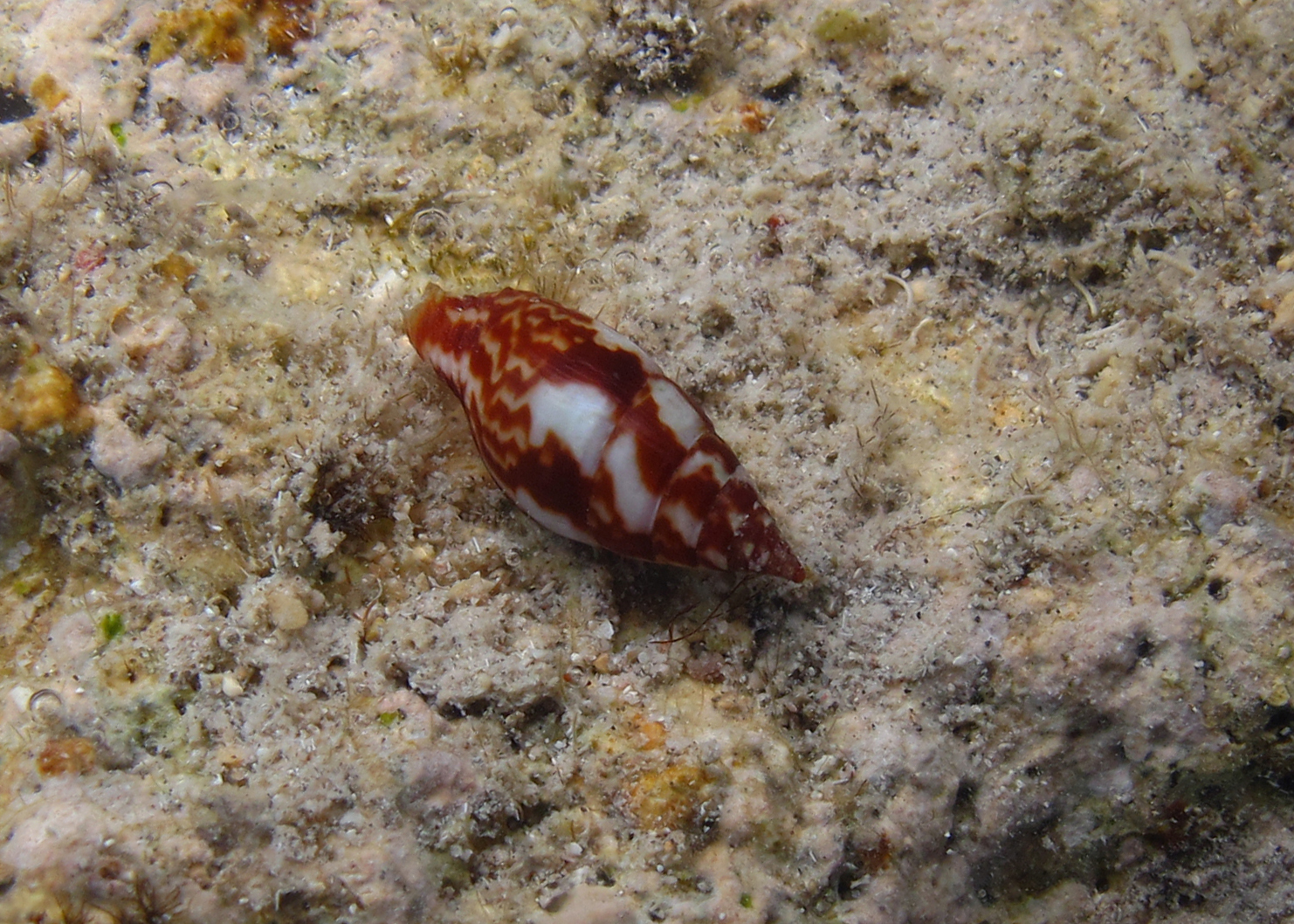
Pyrene flava, observé à la Réunion.

## Noms en synonymie
- Pyrene (Strombina), un synonyme de Strombina

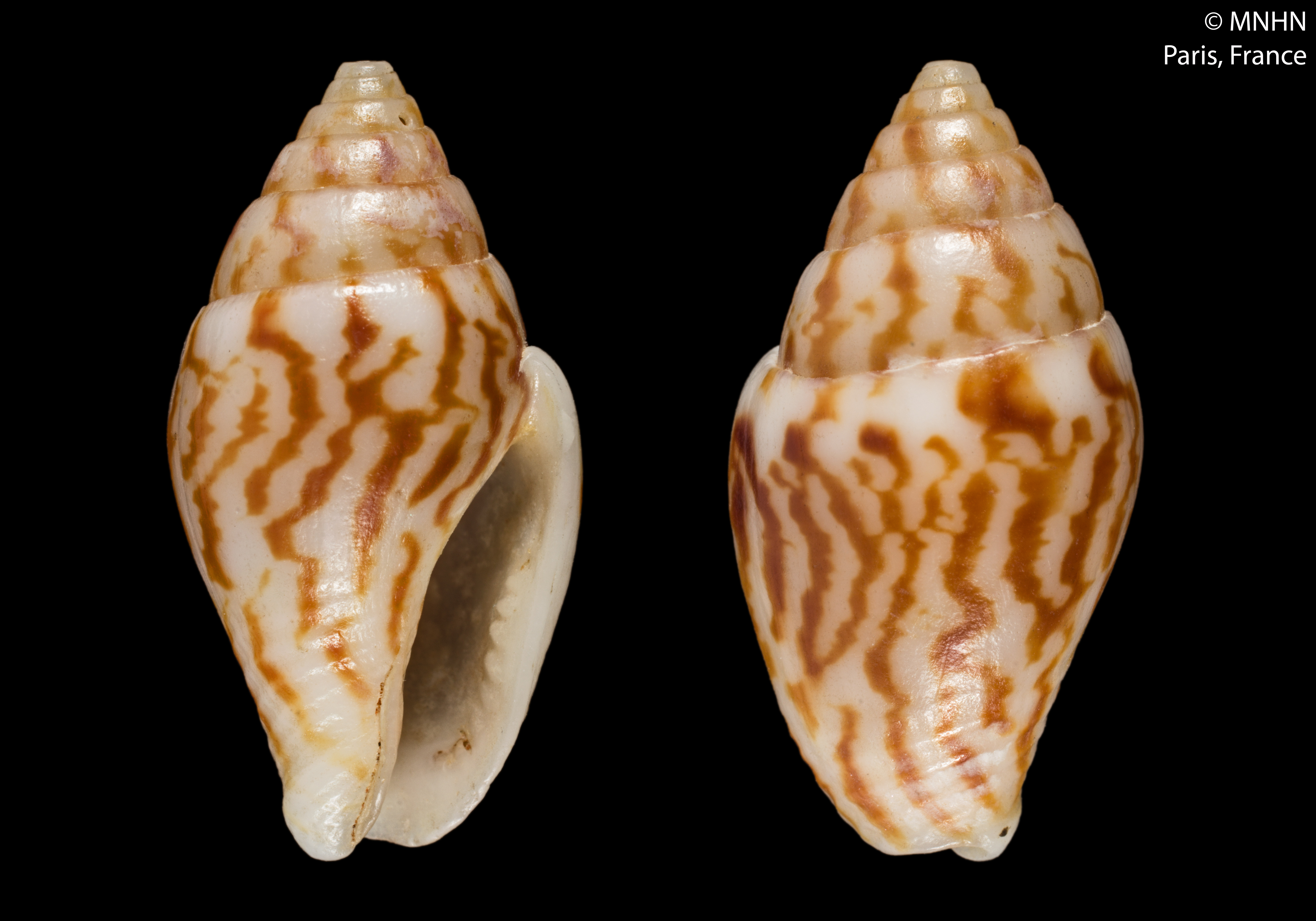
Pyrene flava
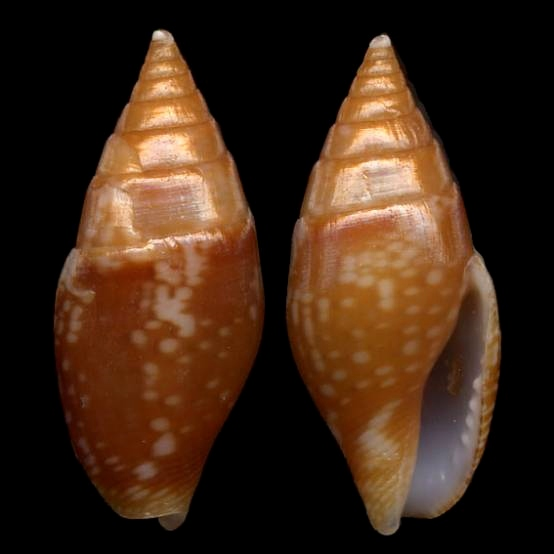
Pyrene marmorata
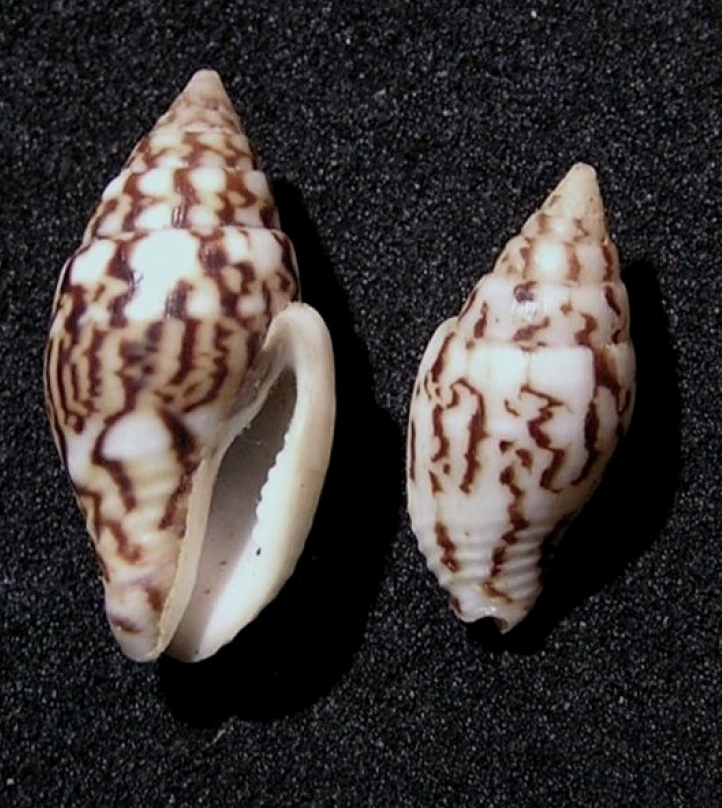
Pyrene obscura
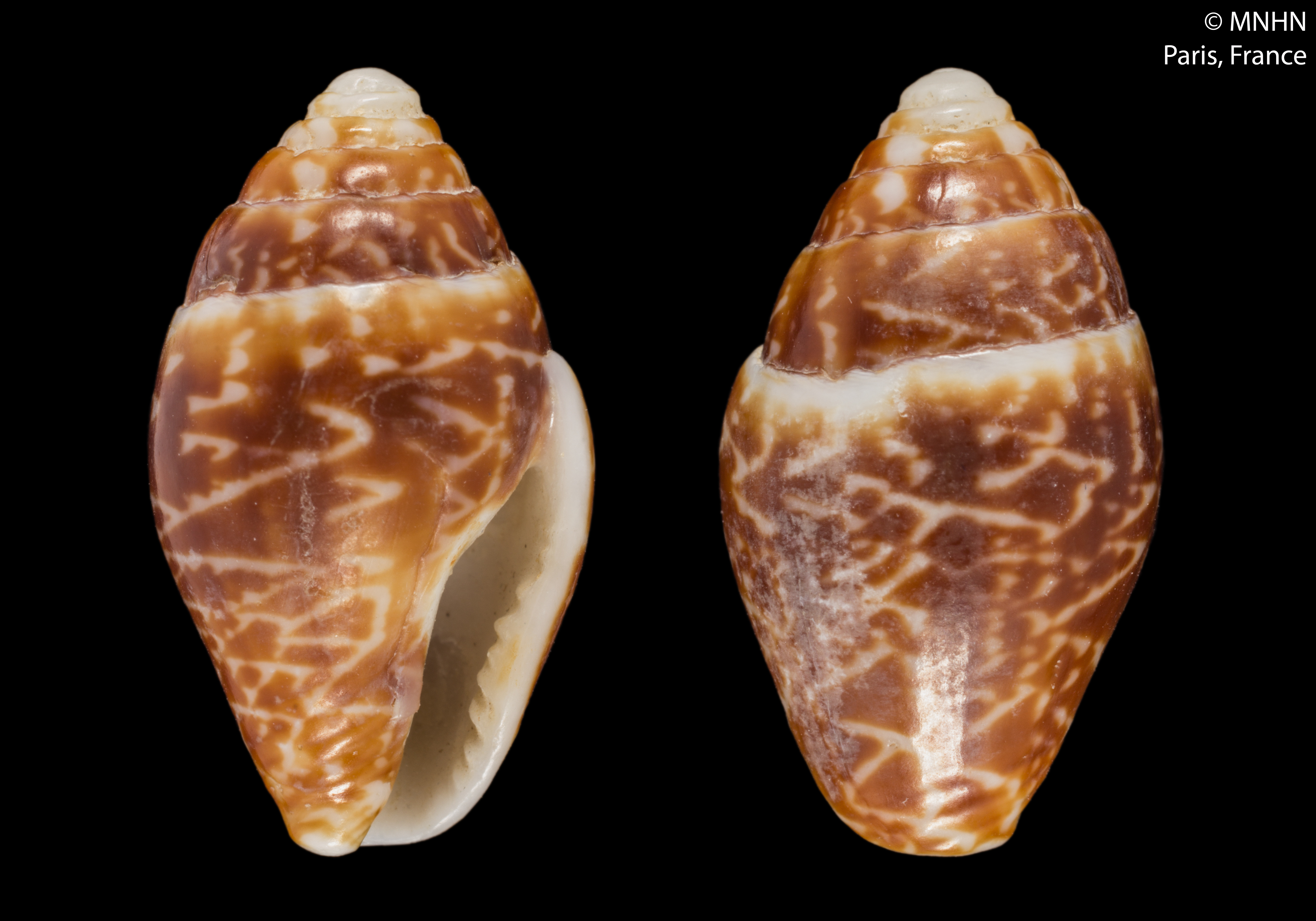
Pyrene obtusa
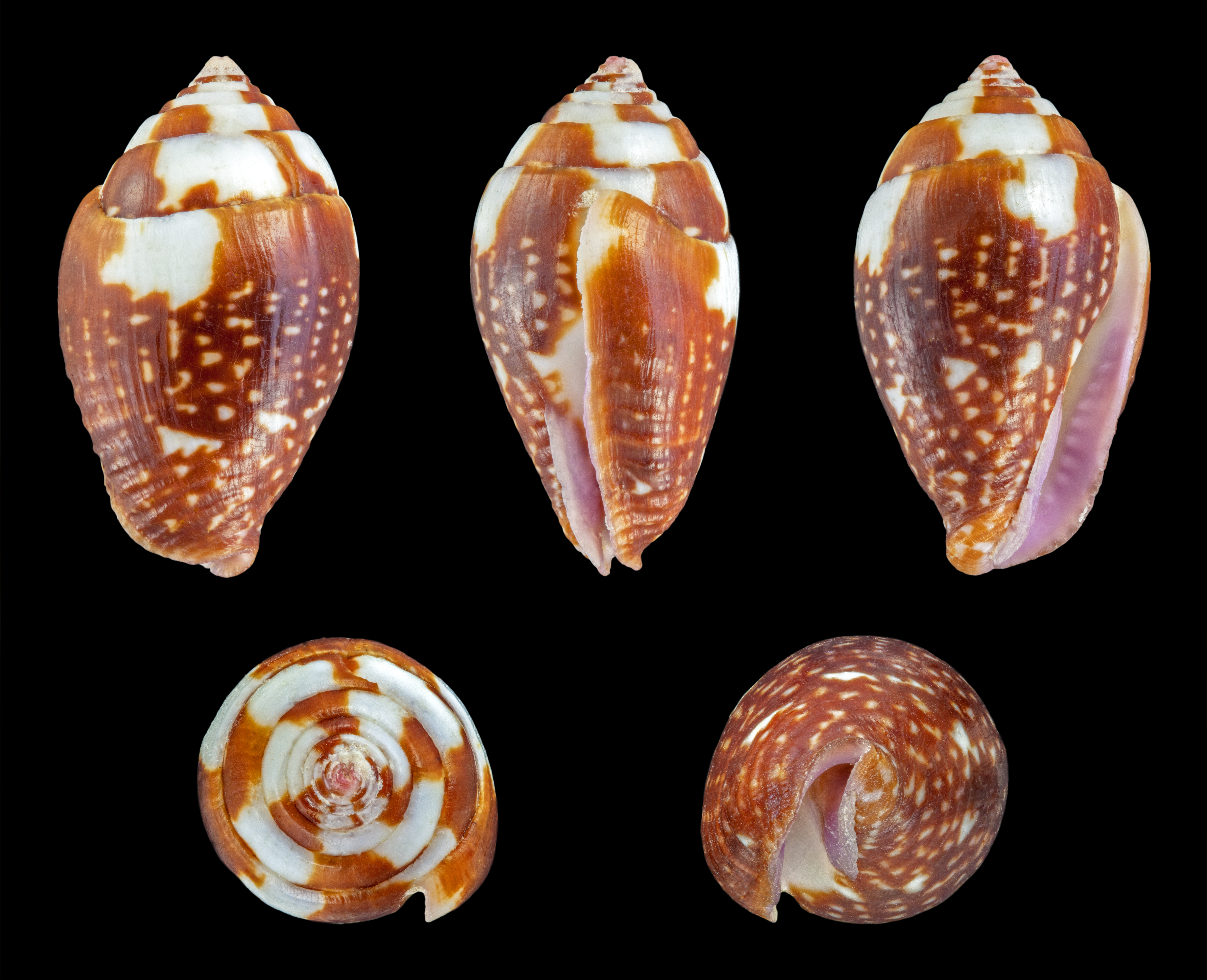
Pyrene punctata
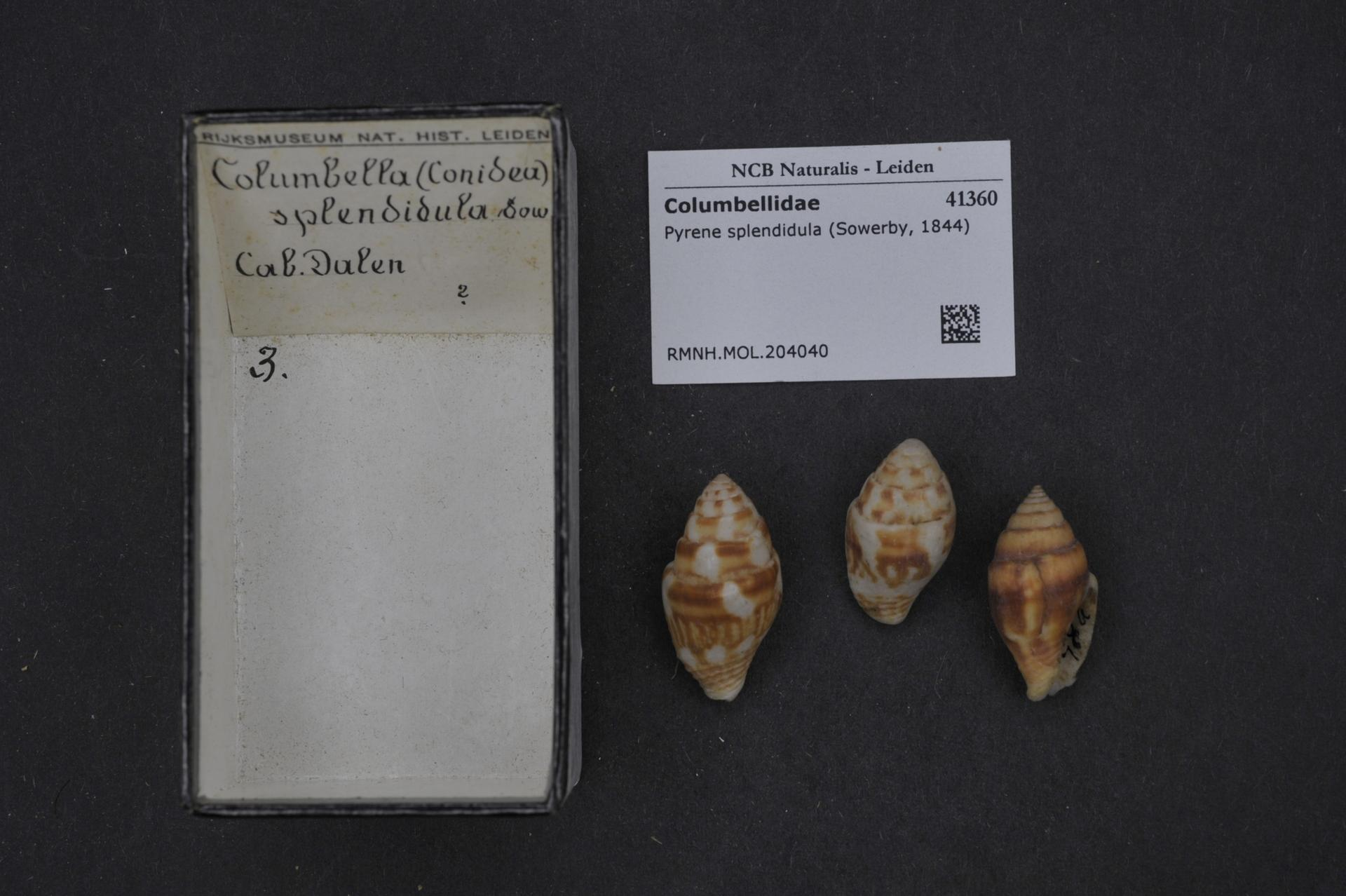
Pyrene splendidula